# Volkshilfe Beschäftigung
Die Volkshilfe Beschäftigung ist ein gemeinnütziger Verein der Volkshilfe in Österreich, mit dem Ziel der nachhaltigen Integration von arbeitslosen Menschen und Menschen mit Behinderung in den Arbeitsmarkt.
Zur Erreichung dieses Zwecks führt Volkshilfe Beschäftigung eine Reihe sozialökonomischer Beschäftigungsbetriebe (SÖB) und gemeinnütziger Beschäftigungsprojekte (GBP). In diesen Betrieben wird Männern und Frauen im Rahmen einer befristeten Beschäftigung (in der Regel ein Jahr) Qualifizierung und eine individuelle persönliche Personalentwicklung geboten, um ihnen den Einstieg in den ersten Arbeitsmarkt zu erleichtern.
Neben diesen arbeitsmarktpolitischen Zielen verfolgen SÖB aber auch eine wirtschaftliche Zielsetzung: Sie stellen Produkte her oder bieten Dienstleistungen zu Marktpreisen an und müssen einen bestimmten Anteil ihres Gesamtaufwandes durch Verkaufserlöse abdecken.
Der Verein löste sich Ende 2016 auf und alle Projekte des ehemaligen Vereins gingen über in die Gemeinnützige GmbH der Volkshilfe Wien.

## Geschichte
- 1990 wird der Betrieb Der Würfel – SÖB gegründet. Dieser führt Wohnungsrenovierungen durch und verkauft Second Hand Ware.

- 1997 wird der Betrieb von Volkshilfe Wien und Volkshilfe Österreich gemeinsam als Volkshilfe Würfel übernommen und gemeinsam mit den neu gegründeten Betrieben Volkshilfe Box, einer Altkleidungssammel- und -verkaufsstelle, und Jobfabrik, einem Betrieb für Jugendliche mit Lernbehinderungen, zu den Volkshilfe Beschäftigungsinitiativen (VHBI) zusammengefasst. Der Tätigkeitsbereich dieses Vereins ist Wien und Umgebung.

- 1999 wird der seit 1899 bestehende Handwerksbetrieb Pa-Re, eine Teppichweberei, von den VHBI übernommen und als SÖB weitergeführt. Weiters werden die Betriebe Merit, ein Geschäft für Damenmode, und Transconsult zur Betreuung und dem Outplacement von Arbeitslosen gegründet.

Da die Volkshilfe Beschäftigungsinitiativen jetzt bereits so groß geworden sind, dass eine Verwaltung durch den ehrenamtlichen Vereinsvorstand nicht mehr möglich ist, wird Michael Reiter als Geschäftsführer bestellt und eine Geschäftsstelle ins Leben gerufen, die die Administration und das Rechnungswesen für die Betriebe übernimmt.
- 2000: Die VHBI nehmen erstmals an einem transnationalen EU-geförderten Projekt, dem Horizontal Project for Integration (HOPI) teil.

- 2001 muss der Betrieb Transconsult geschlossen werden, weil die Kosten vom Fördergeber nicht mehr übernommen werden. Teilnahme an der ersten Antragsrunde für das Equal-Programm der Europäischen Union.

- 2002 werden von Mitarbeitern von Transconsult die beiden Betriebe Kommuna, ein Straßenreinigungs- und Gärtnereibetrieb, und Sanspeed, ein Betrieb zur Reparatur und Verleih von Pflegebetten und Heilbehelfen, gegründet. Gleichzeitig wird das Arbeitsprojekt JAN vom Verein Wobes unter dem Namen baustein von den VHBI übernommen.

Ebenfalls im Jahr 2002 wird der Betrieb Profare, ein Betrieb zur Sammlung und Trennung von Müll, im Rahmen eines Equal-Projekts aufgebaut. Dieser wird später als Teil des Betriebes Volkshilfe-Würfel weitergeführt.
- 2003 wird das Projekt fokus vom Wiener ArbeitnehmerInnenförderungsfonds (Waff) übernommen.

- 2004 wird die Tätigkeit des Vereins auf ganz Österreich ausgedehnt.

- 2005 kommt es im Zuge einer völligen Umstrukturierung der gesamten Volkshilfe zur Umbenennung in Volkshilfe Beschäftigung und zur Einführung von einheitlichen Logos in allen Teilbetrieben.

- 2006: Gemeinsam mit der Caritas Wien wird – vorläufig auf ein Jahr befristet – das Projekt JE_TZT (Junge Erwachsene – Talente, Zukunft, Tatkraft) eröffnet. In diesem Projekt werden Jugendliche und junge Erwachsene an Praktikumsstellen in Wirtschaftsbetriebe vermittelt.

- 2007 müssen zwei Betriebe, Pa-Re und fokus, geschlossen werden, weil die Kosten von den Fördergebern nicht mehr übernommen werden. Dafür wird erstmals ein Betrieb außerhalb Wiens übernommen. Die Volkshilfe Österreich überträgt den Beratungsbetrieb PerConsult mit Sitz in Salzburg an die VHB.

- 2016: Die Projekte Volkshilfe ProServ (Beschäftigungsprojekt für Menschen mit Behinderung – entstanden durch den Zusammenschluss der Projekte Sanspeed und Box) und Volkshilfe SÖB (für langzeitarbeitslose Menschen – entstanden durch den Zusammenschluss der Projekte Kommuna, Würfel und Merit) fusionieren per 1. Januar 2016 zu einem gemeinsamen Betrieb namens Volkshilfe SÖB. Der neue Betrieb beschäftigt ca. 235 Transitarbeitskräfte, mit dem Ziel der Reintegration in den ersten Arbeitsmarkt. Es stehen Plätze in den verschiedensten Arbeitsbereichen zur Verfügung, von Callcenter, Office, Lager, Verkauf, Sortierung bis hin zur Schneiderei, Räumungen, Transport und Reinigungsservice. Volkshilfe SÖB ist somit der größte sozialökonomische Betrieb in Wien. Fördergeber ist der Arbeitsmarktservice Wien und Niederösterreich.

- 2017: Zu Anfang des Jahres wird der Verein Volkshilfe Beschäftigung aufgelöst, und alle Projekte des ehemaligen Vereins gehen in die Volkshilfe Wien, Gemeinnützige Betriebs GmbH über.

## Finanzierung
Die Finanzierung von SÖB erfolgt zum Großteil durch Fördergeber. Die Fördergeber der Volkshilfe Beschäftigung sind das Arbeitsmarktservice (AMS), das Bundessozialamt (BSB) und die Stadt Wien über den Wiener ArbeitnehmerInnenförderungsfonds (waff).
Etwa ein Drittel der Finanzierung erfolgt über Eigenerlöse.